# デイヴィッド・コリヤー (初代ポートモア伯爵)

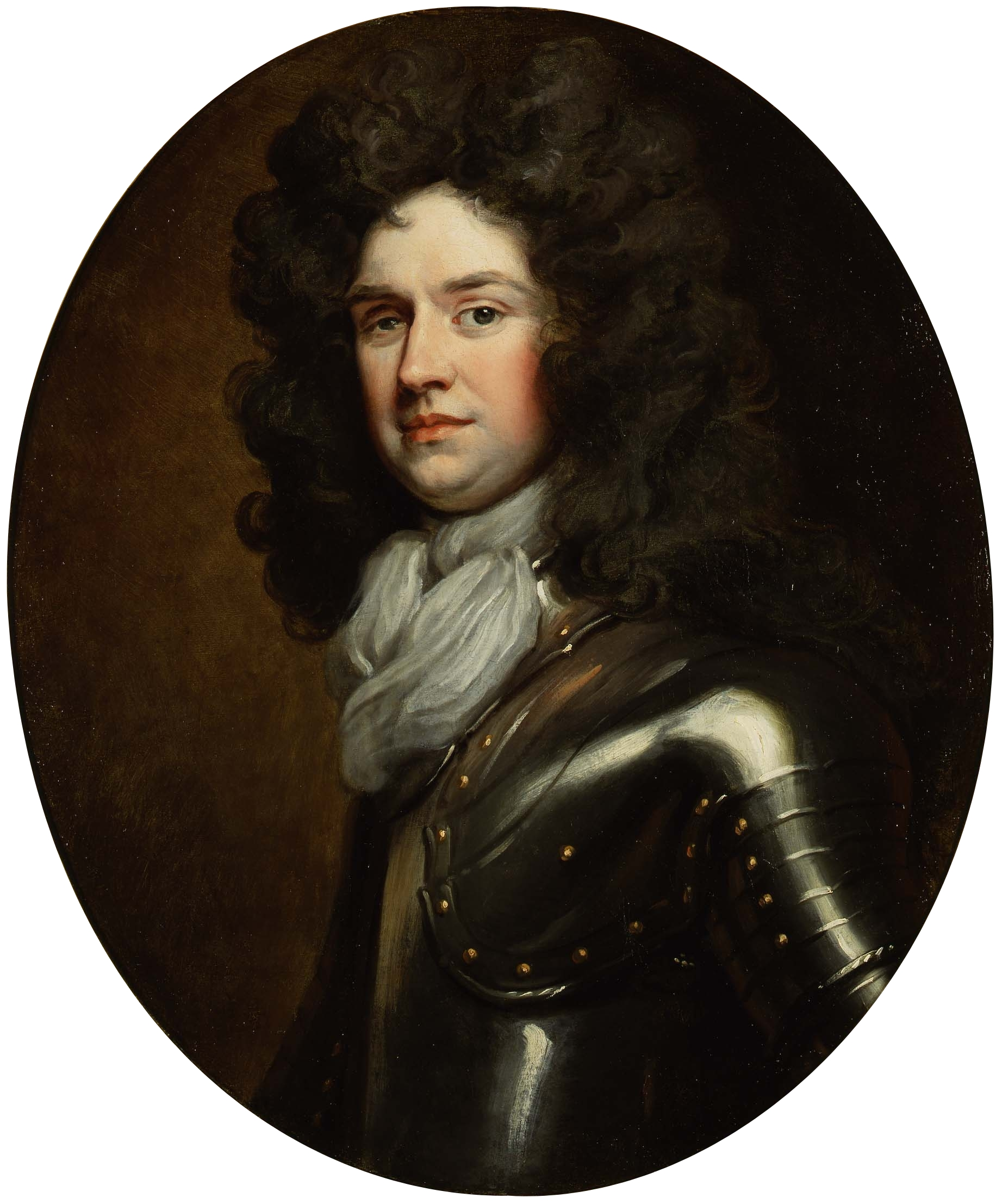
1690年代の肖像画、ジョン・バプティスト・メディナ画。

初代ポートモア伯爵デイヴィッド・コリヤー（英語: David Colyear, 1st Earl of Portmore KT PC、1657年4月1日洗礼 – 1730年1月2日）は、スコットランド王国出身の軍人、貴族。

## 生涯
初代準男爵サー・アレクサンダー・ロバートソンとジーン・マレー（Jean Murray、ウォルター・マレーの娘）の息子として生まれ、1657年4月1日に洗礼を受けた。父がネーデルラント連邦共和国に移住し、そこで領地を購入して姓を「コリヤー」に改めたため、デイヴィッドも1674年に義勇兵としてオラニエ公ウィレム3世（後のイングランド王ウィリアム3世）の軍に入隊、1676年に父の連隊の士官になり、後に少佐に昇進した。1680年2月3日に父が死去すると、準男爵位を継承した。1683年、ヒュー・マッケイの連隊の副隊長に任命された。
1687年に決闘で右目を失ったが、1688年の名誉革命ではウィレム3世とともにイングランドに向かい、同年12月に大佐に昇進した。ウィリアマイト戦争の1689年と1690年戦役を戦った後、フランドル地方を転戦、1691年にリメリック総督に任命され、1693年に准将に、1696年に少将に昇進した。ウィリアマイト戦争と大同盟戦争での功績により、1699年6月1日にスコットランド貴族であるポートモア＝ブラックネス卿に叙され、1700年10月31日にエディンバラでスコットランド議会議員に就任、議会でウィリアム3世の施策を支持した。
スペイン継承戦争が勃発すると1702年に再び少将としての辞令を受けて、カディスの戦いとビーゴ湾の海戦に参戦、翌年2月に中将に昇進した。同1703年4月17日、スコットランド貴族であるコリヤー卿、ミルジントン子爵とポートモア伯爵に叙された。1711年に大将に昇進した後、翌1712年に第2代オーモンド公爵ジェームズ・バトラーの部下としてフランドル地方で戦い、同年に枢密顧問官に任命され、シッスル勲章を授与された。1713年8月にジブラルタル総督に任命され、同年10月の総選挙でスコットランド貴族代表議員に選出された。1714年4月から1717年2月まで第2竜騎兵連隊隊長を務めた。
1714年にジョージ1世が国王に即位した後、ポートモア伯爵はジャコバイトに接近したが、1715年ジャコバイト蜂起では初代ボリングブルック子爵ヘンリー・シンジョンと第23代マー伯爵ジョン・アースキンの説得にもかかわらず蜂起への参加を拒否した。以降もジャコバイトへの接近を続け、1718年7月にオランダに渡ったときはハノーヴァー朝との関係を完全に断つと語るほどだったが、これは最終的には行われず、1727年に勃発した英西戦争では4月にジブラルタルに渡って包囲戦を戦い抜いた。
1730年1月2日にウェイブリッジで死去、息子チャールズが爵位を継承した。

## 家族

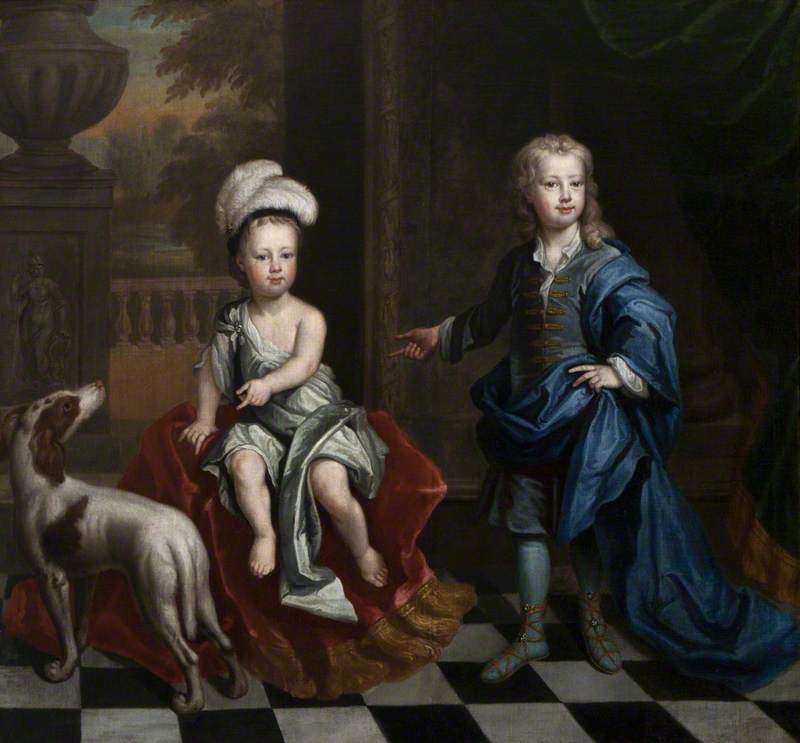
ポートモア伯爵の息子デイヴィッドとチャールズ。ゴドフリー・ネラー画、1702年頃。

1670年代か1680年代にアルノルダ・ド・ベイヤー（Arnolda de Beyer、1696年までに没）と結婚した。
1696年8月頃、ドーチェスター女伯爵キャサリン・セッドリー（1657年 – 1717年、第5代準男爵サー・チャールズ・セッドリーの娘、ジェームズ2世の元愛人）と結婚、2男をもうけた。
- デイヴィッド（1698年 – 1729年3月10日） - 1724年11月20日、ブリジット・ノエル（Bridget Noel、1729年8月22日没、ジョン・ノエル閣下の娘）と結婚
- チャールズ（1700年 – 1785年） - 第2代ポートモア伯爵